# Sony Ericsson V800
Sony Ericsson V800 är en 3G-mobiltelefon som utvecklats av Sony Ericsson. Modellen såldes exklusivt av Vodafone de första sex månaderna och lanserades sedan för andra operatörer under namnet Z800.